# Potrerillos, Comayagua
Potrerillos är en ort i Honduras.   Den ligger i departementet Departamento de Comayagua, i den västra delen av landet, 90 km nordväst om huvudstaden Tegucigalpa. Potrerillos ligger 1 274 meter över havet och antalet invånare är 1 334.
Terrängen runt Potrerillos är huvudsakligen kuperad, men norrut är den platt. Runt Potrerillos är det tätbefolkat, med 476 invånare per kvadratkilometer. Närmaste större samhälle är Siguatepeque, 6,6 km nordost om Potrerillos.  